# Trophée des Grimpeurs 1994
Il Trophée des Grimpeurs 1994, sessantottesima edizione della corsa e valida come evento del circuito UCI categoria 1.4, si svolse il 4 settembre 1994 su un percorso di 85,5 km. Fu vinto dal francese Richard Virenque che terminò la gara in 2h12'43", alla media di 38,654 km/h.

## Ordine d'arrivo (Top 10)
| Pos. | Corridore             | Squadra          | Tempo    |
| ---- | --------------------- | ---------------- | -------- |
| 1    | Richard Virenque      | Festina-Lotus    | 2h12'43" |
| 2    | Scott Sunderland      | TVM-Bison Kit    |          |
| 3    | Didier Rous           | GAN              |          |
| 4    | Robert Millar         | TVM-Bison Kit    |          |
| 5    | Laurent Madouas       | Castorama        |          |
| 6    | Peter Meinert-Nielsen | TVM-Bison Kit    |          |
| 7    | Bart Voskamp          | TVM-Bison Kit    |          |
| 8    | Lylian Lebreton       | Aubervilliers 93 |          |
| 9    | François Simon        | Castorama        |          |
| 10   | Thierry Bourguignon   |                  |          |